# یوکگریم
یوکگریم (به آلمانی: Jockgrim) یک شهر در آلمان است که در گرمرسهایم واقع شده‌است. یوکگریم ۷٬۲۶۵ نفر جمعیت دارد.

## خواهرخوانده
شهر اشتولپن خواهرخواندهٔ یوکگریم هست.